# Blanka
Blanka (ブランカ Buranka?) es un personaje de ficción perteneciente a la saga de videojuegos de lucha Street Fighter.
Originalmente era un niño pequeño llamado Jimmy que tuvo un accidente de avión y terminó dentro del Amazonas. Se dice que el accidente fue causado por un disparo efectuado desde una base cercana de Shadaloo, para evitar que el avión se siguiera acercando. Blanka se crio entre los animales y se convirtió en una bestia antropomorfa salvaje capaz de producir descargas eléctricas con su propio cuerpo, aprendiendo esta habilidad de las anguilas eléctricas.
Salvó a Dan Hibiki cuando este se encontraba perdido en la jungla brasileña. Dan y Blanka se hicieron amigos y el maestro de Saikyoryuu le enseñó a Blanka ciertas nociones de inglés.
Blanka decidió conocer el mundo exterior finalmente durante el torneo Street Fighter Alpha, para así poder pelear junto a su amigo Dan Hibiki.
En Street Fighter II su madre consiguió reconocerle gracias a las tobilleras que llevaba Blanka. Se dice que finalmente vivieron felices, aunque no se sabe si Blanka abandonó finalmente su hogar para emprender una nueva vida.
En Street Fighter IV abandona a su madre para poder ganar en el torneo de Street Fighters y ya no ser una vergüenza para ella, tras encontrarlo en Hong Kong, él y su madre regresan a su casa en Brasil.

## Personalidad
Blanka fue criado en la selva y como tal suele tener unas costumbres algo rudimentarias al haber estado fuera de la civilización. No obstante, a pesar de su aspecto fiero y, en efecto, salvaje y amedrentador, este brasileño no es en absoluto malvado.
Blanka es, de hecho un chico amable aunque algo brusco debido a su educación en plena selva. Su piel verde capaz de generar electricidad, tiene varias teorías que van desde conseguirlo a base de ver algún animal en la selva brasileña, hasta la posible experimentación genética con él. A la hora de hablar con los demás, Jimmy siempre se expresa con un tosco y primitivo lenguaje, que mejora poco a poco gracias a su buen amigo, Dan. Antes de conocerle y de encontrar a su madre, Blanka miraba con algo de temor y tristeza a los humanos, e incluso llegó a mostrarse agresivo con algunos, pero esto es debido a sus malas intenciones. Cuando se reúne con su madre y la gente empieza a mirarlo con malos ojos, Blanka decide por timidez e incomodidad seguir a su amigo Dan a Hong Kong y más tarde, conocen a Sakura.
Tiene especial afecto por los niños que no lo miran con los ojos tan asustados como los demás, y se muestra muy feliz cuando otra gente lo acepta tal como es, lo que revela su buen corazón e inocencia.

## Apariencia
La característica más evidente de Blanka es su piel de color verde, inicialmente atribuida a su consumo de clorofila de las plantas autóctonas para así camuflarse mejor en su entorno selvático, un cambio de color que con el tiempo se convirtió en permanente. Sin embargo, cuando el videojuego Street Fighter II fue publicado en occidente, la coloración de Blanka se atribuyó a que fuera golpeado por un rayo durante la tormenta eléctrica en la que su avión se estrelló. En el videojuego Street Fighter II, la piel de Blanka es de color verde amarillento, pero en las versiones posteriores del personaje es de color verde brillante. Las ilustraciones iniciales de Blanka para el videojuego Street Fighter II, lo mostraban teniendo la piel de color verde puro, a pesar de que en sus renders aparecía con la piel de color amarillento. También tiene el cabello de color naranja vivo. En el videojuego Street Fighter Alpha 3, su diseño de personaje fue cambiado de nuevo para que su aspecto fuera un poco menos feroz.

## Estilo de pelea
Blanka lucha con un estilo salvaje animal autodidacta aunque la división de Capcom USA originalmente lo describió como una técnica de capoeira. Al utilizar su movimiento característico, «Electric Thunder», se agacha y emite una corriente eléctrica impactando todo lo que toca.

## Otros medios
En la película de 1994: Street Fighter: Ultimate Battle, Blanka es el resultado de la modificación genética y mental de Charlie, aunque se sabe que esta fue una libertad respecto a la información oficial que se tomaron para realizar el guion de la película. Este papel vuelve a ser retomado en la serie de dibujos de Street Fighter, donde se presenta a Blanka como uno de los personajes más fuertes y que busca la manera de volver a su forma original que solo consigue en un episodio durante un corto periodo de tiempo. En dicha serie, es rival de Vega. En la película animada de Street Fighter II, hace una breve aparición en Las Vegas, luchando contra Zangief. Aparece en el crossover Street Fighter X Tekken formando dupla con Sakura Kasugano.

## Trivialidades
- Blanka originalmente iba a parecerse más a un hombre de las cavernas y existen ciertos rumores que sugieren que el diseño para el personaje King Rasta Mon, del videojuego Saturday Night Slam Masters, fue uno de los primeros modelos para Blanka.
- Blanka es el personaje favorito de Yoshinori Ono en la saga Street Fighter, y a menudo se le ve con un juguete de Blanka en las fotografías que postea, que a veces utiliza para tapar posibles características spoilers.
- Según una entrada en su propia página en la red social Twitter,[10] Ono obtuvo ese juguete, junto con otros objetos adicionales, en un set Kids Meal del restaurante de hamburguesas Jollibee en Filipinas (similar a los Happy Meals de McDonald's). Actualmente uno de esos está roto y Ono mantiene el otro cerca de él.
- Blanka comparte día de nacimiento con el naturalista Charles Darwin, quien postuló la teoría acerca de la evolución por selección natural. Precisamente, muchos de los hechos de Darwin fueron recogidos durante su expedición en el continente de América del Sur. En el periodo siguiente a la postulación de dicha teoría, Darwin apareció representado a manera de burla en una ilustración como un hombre mono (como Blanka), debido a las implicaciones de su teoría sobre la evolución del ser humano.
- Blanka tuvo una aparición cameo en el videojuego para descarga Flock!.[11]
- Las primeras ilustraciones de Blanka lo mostraban teniendo piel totalmente verde, a pesar de que en el videojuego su piel aparece de color. Sin embargo su sprite en el videojuego Street Fighter Alpha 3 es mucho más cercano a este diseño.
- Su décimo color alternativo lleva una semejanza llamativa a su esquema de color original en el videojuego Street Fighter II: The World Warrior.
- Blanka y Adon comparten algunas similitudes entre ambos:
  - Los dos tienen el cabello de color naranja.
  - Son interpretados por el mismo actor de voz en el idioma inglés, Taliesin Jaffe.
  - Sus décimos patrones de color alterno representan sus esquemas de color anteriores cuando debutaron por primera vez. Adon apareció por primera vez en videojuego Street Fighter original y Blanka apareció por primera vez en el videojuego Street Fighter II.
- En los cómics publicados por la editorial UDON, se menciona que la razón de su color de piel y capacidades eléctricas se deben a los experimentos de Shadaloo, al igual que en la primera película cinematográfica.
- Cuando Río de Janeiro fue declarado como el sitio de los Juegos Olímpicos del año 2016, imágenes de Blanka dibujado como la mascota olímpica no oficial comenzaron a propagarse en internet.
- La secuencia final del personaje Eyedol en el videojuego Killer Instinct original (el primer título de la serie de videojuegos de lucha de la empresa Rare) es una parodia de la secuencia final de Blanka en el videojuego Street Fighter II; en la misma se muestra que Eyedol se reencuentra con su supuesta madre, pero en esta caso termina por matarla (este hecho aparece más claro en la versión arcade original del videojuego, que en comparación con la versión publicada para la plataforma Super Nintendo Entertainment System, aparentemente por políticas empresariales de Nintendo con respecto a implicaciones de violencia).
- En la secuencia final para el personaje Felicia en el videojuego Darkstalkers, ella dice que quiere a Blanka como su coestrella.
- En la película de imagen real Street Fighter: La Última Batalla, a diferencia del canon oficial, se revela que su apariencia se debe a un experimento a medias, del cual aun así no podría volver a su forma humana. También se menciona que este personaje sería Charlie, el mentor y amigo de Guile, que fue secuestrado por Shadaloo y utilizado como sujeto de pruebas.
- En el videojuego Mutants: Genetic Gladiators, hay un mutante basado en él llamado Buranka.
- Blanka aparece en la secuencia final de Hulk en Marvel Super Heroes vs Street Fighter.

- Blanka también tiene un gran parecido en apariencia a uno de los villanos de Dragon Ball Z llamado Bojack.